# Gökhan Töre
Gökhan Töre, född 20 januari 1992 i Köln, Tyskland, är en turkisk fotbollsspelare som spelar för Beşiktaş. Han har också spelat flera landskamper för det turkiska landslaget.
21 oktober 2017 gifte sig Töre med den turkiska skådespelerskan Esra Bilgiç. Äktenskapet upplöstes 17 juni 2019.